# Rhabdomantis
Rhabdomantis is een geslacht van vlinders van de familie dikkopjes (Hesperiidae).

## Soorten
- R. galatia (Hewitson, 1868)
- R. sosia (Mabille, 1891)